# Ovanches
Ovanches é uma comuna francesa na região administrativa de Borgonha-Franco-Condado, no departamento de Alto Sona. Estende-se por uma área de 6,70 km². Em 2010 a comuna tinha 135 habitantes (densidade: 20,1 hab./km²).